# Мост Симонаса Даукантаса
Мост Симонаса Даукантаса (лит. Simono Daukanto tiltas) — пешеходный железобетонный вантовый мост через реку Нямунас в Каунасе, Литва. Соединяет центр города с островом Нямунас.

## Расположение
Расположен в створе улицы Даукантаса.
Выше по течению находится мост по ул. Адама Мицкевича, ниже — пешеходный мост по ул. Майрониса.

## Название
Название моста дано по улице Даукантаса, которая получила свое наименование в честь литовского историка и писателя-просветителя Симонаса Даукантаса.

## История
Мост построен в 1988 году по проекту инженера Д. Жицкиса (лит. Darius Žickis) и архитектора А. Сприндиса (лит. Algimantas Sprindys). Работы производились компанией AB «Kauno tiltai» под руководством инженера А. Мешкиниса (лит. Alfonsas Meškinis).

## Конструкция

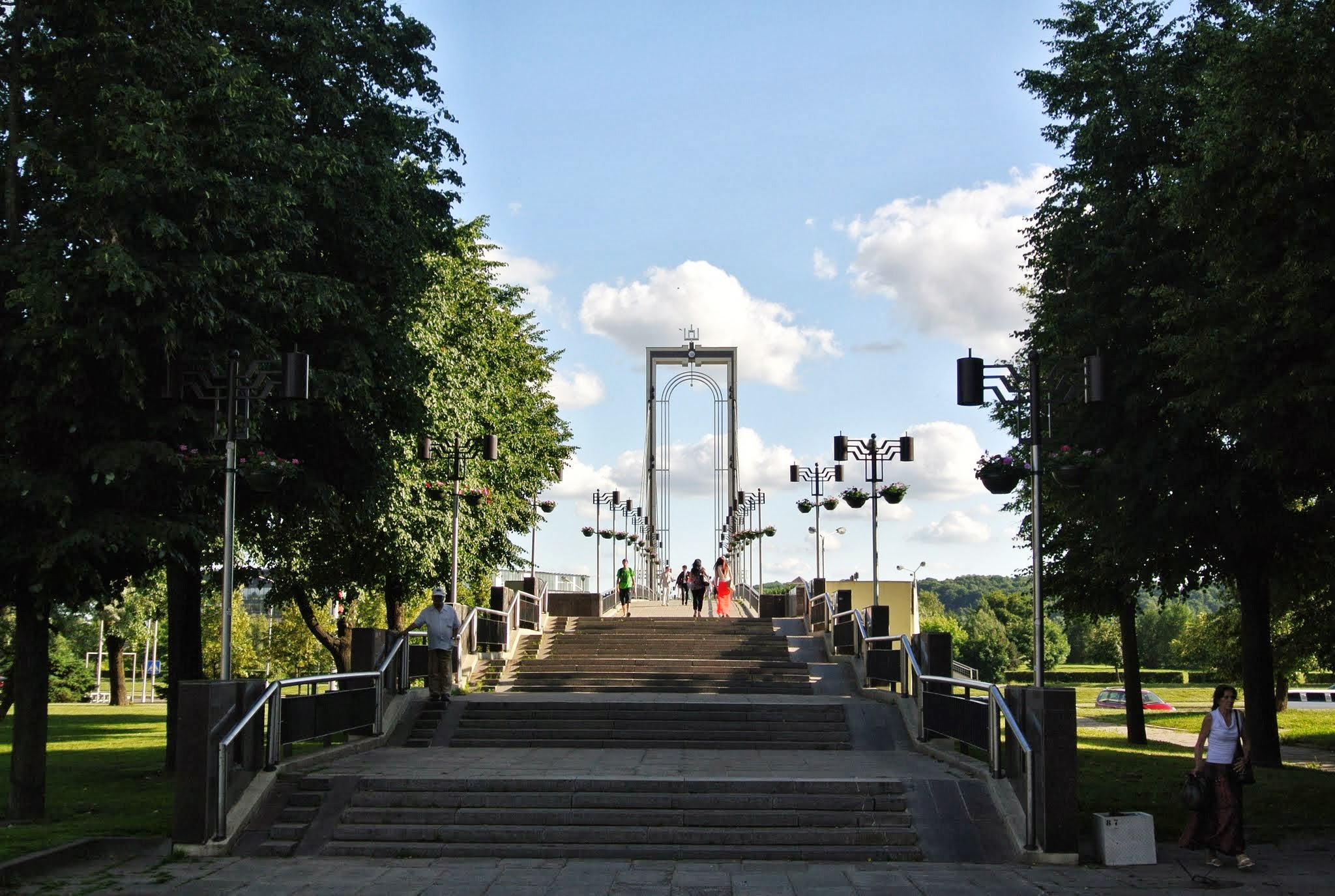
Вход на мост с ул. Дауканто

Мост четырёхпролётный вантовый. Схема разбивки на пролёты: 22,1 + 2 х 52,5 + 22,1 м. Пролётное строение моста железобетонное. Опоры моста монолитные железобетонные на свайном основании. Пилон железобетонный П-образный, высотой 33 м. Длина моста составляет 151 м, ширина — 5,5 м.
Мост предназначен для движения пешеходов. Покрытие прохожей части — бетонные плиты. Перильное ограждение металлическое простого рисунка. На правом берегу устроены лестничный спуск к проспекту короля Миндаугаса. На пилонах установлены гранитные мемориальные доски, посвящённые пролёту вверх колёсами Юргиса Кайриса под мостом 2 сентября 2000 года, а также первому в мире пролёту под пешеходным мостом 4 июля 1996 года. На вершине пилона установлен геральдический знак «Столпы Гедимина».